# Aetea
Aetea is een mosdiertjesgeslacht uit de  familie van de Aeteidae en de orde Cheilostomatida

## Soorten
- Aetea americana d'Orbigny, 1851
- Aetea anguina (Linnaeus, 1758)
- Aetea arcuata Winston & Hayward, 2012
- Aetea australis Jullien, 1888
- Aetea boninensis Silén, 1941
- Aetea crosslandi Waters, 1910
- Aetea cultrata Vieira, Almeida & Winston, 2016
- Aetea curta Jullien, 1888
- Aetea dilatata (Busk, 1851)
- Aetea lepadiformis Waters, 1906
- Aetea ligulata Busk, 1852
- Aetea lineata Jullien, 1882
- Aetea longicollis (Jullien, 1903)
- Aetea paraligulata Soule, Soule & Chaney, 1995
- Aetea pseudoanguina Soule, Soule & Chaney, 1995
- Aetea sica (Couch, 1844)
- Aetea truncata (Landsborough, 1852)

Niet geaccepteerde soorten:
- Aetea anguinea (Linnaeus, 1758) → Aetea anguina (Linnaeus, 1758)
- Aetea azorensis Calvet, 1903 → Aetea sica (Couch, 1844)
- Aetea capillaris d'Hondt, 1986 → Callaetea capillaris (d'Hondt, 1986)
- Aetea fuegensis Jullien, 1888 → Aetea ligulata Busk, 1852
- Aetea recta → Aetea sica (Couch, 1844)